# Ibrahim Diakité
Pour les articles homonymes, voir Diakité.
Ibrahim Diakité né le 31 octobre 2003 à Compiègne en France, est un footballeur international guinéen qui évolue au poste d'arrière droit au Cercle Bruges KSV.

## Biographie

### En club
Ibrahim Diakité est né le 31 octobre 2003 à Compiègne, de parents guinéens.
Il est formé par le Stade de Reims. C'est avec ce club qu'il commence sa carrière professionnelle, jouant son premier match le 22 décembre 2021, à l'occasion d'une rencontre de Ligue 1 contre l'Olympique de Marseille. Il entre en jeu à la place de Moreto Cassamá et les deux équipes se neutralisent (1-1).
Le 13 janvier 2023, Diakité est prêté jusqu'à la fin de la saison au KAS Eupen en Belgique.
Le 15 février 2024, à son retour de la CAN 2023, Diakité est prêté, sans option d'achat, au Stade Lausanne Ouchy, en Suisse.
Le 3 juillet 2024, Ibrahim Diakité rejoint la Belgique afin de s'engager en faveur du Cercle Bruges KSV. Il signe un contrat de quatre ans, soit jusqu'en juin 2028.

### En sélection
En septembre 2022, Ibrahim Diakité est convoqué pour la première fois avec l'équipe nationale de Guinée. Il honore sa première sélection face à la Côte d'Ivoire le 27 septembre 2022. Il entre en jeu lors de ce match perdu par son équipe (3-1),.
Le 23 décembre 2023, il est retenu dans la liste des vingt-cinq joueurs guinéens sélectionnés par Kaba Diawara pour disputer la Coupe d'Afrique des nations 2023.